# 岩村三千夫
岩村三千夫（いわむら　みちお、1908年6月8日 - 1977年5月16日）は、日本の中国問題評論家。

## 生涯
新潟県生まれ。早稲田大学卒業。1937年読売新聞社に入社し、上海特派員・香港支局長・東亜部次長・シンガポール支局長・論説委員を務める。
1946年、中国研究所の創立に携わり、理事を務める。1949年には日中友好協会の設立に携わり、日中友好事業を進めた。

## 著書
- 中国民主革命 彰考書院 1947 (民主主義科学教程)
- 中共のはなし 労働教育協会 1948
- 毛沢東の思想 世界評論社 1948 (新世代叢書)
- 中国学生運動史 世界評論社 1949
- 中国革命の基礎知識 世界評論社 1949 (新らしい知識講座)
- 新中国の生誕 東京民報出版社 1949
- 三民主義と現代中国 1949 (岩波新書)
- 孫文から毛沢東へ 中国現代史の流れ 弘文堂 1949 (アテネ文庫)
- 新中国 革命と建設 要書房 1953
- 毛沢東 1955 (河出新書)
- 毛沢東 新しい中国の指導者 岩崎書店 1958 (少国民の偉人物語文庫)
- 中国現代史入門 至誠堂 1963
- 現代中国の歴史 全3巻 徳間書店 1966
- 中国革命史 青年出版社 1968 (現代中国教室)
- 中国の外交 その理論と実践 大成出版社 1972
- 新中国二十年史 1973 (潮新書)

## 共編著
- 赤い中国 中国解放区の現地報告 加島敏雄共著 東方書局 1949
- 新中国の経済建設 尾崎庄太郎共著 東洋経済新報社 1950
- 中国現代史 野原四郎共著 1954 (岩波新書)
- 中国 幼方直吉共編 有斐閣 1956 (らいぶらりい・しりいず)
- 世界の文化地理 第1巻 中国・朝鮮・モンゴル 森鹿三,河野通博共編 講談社 1966
- 現代中国と孫文思想 安藤彦太郎,野沢豊共編 講談社 1967
- 中共九全大会 資料と解説（編）青年出版社 1969
- ハンドブック中国 斎藤秋男共編 読売新聞社 1972

## 翻訳
- アジアの解放 上巻  エドガー・スノウ 田中幸利共訳 読売新聞社、1946

## 参考
- 文藝年鑑